# Liste der Monuments historiques in Le Plessier-sur-Saint-Just
Die Liste der Monuments historiques in Le Plessier-sur-Saint-Just führt die Monuments historiques in der französischen Gemeinde Le Plessier-sur-Saint-Just auf.

## Liste der Bauwerke
| Bezeichnung | Beschreibung              | Standort                     | Kennzeichnung | Schutzstatus | Datum | Bild           |
| ----------- | ------------------------- | ---------------------------- | ------------- | ------------ | ----- | -------------- |
| Portal      | Erbaut im 17. Jahrhundert | 25, rue du Moulin (Lage)     | PA00114810    | Inscrit      | 1951  | weitere Bilder |
| Portal      | Erbaut im 17. Jahrhundert | 224, rue de Compiègne (Lage) | PA00114809    | Inscrit      | 1951  | weitere Bilder |